# Марина (роман)
Марина (роман) (шп. Marina) је роман који припада књижевности за младе писца Карлоса Руиза Зафона. Објављен је 1999. године од стране издавачке куће Едебе, допуњено издање објављено је 2007. године, роман ће доживети четрнаест реиздања. Марину је, од свих остварења Карлоса Руиза Зафона, најтеже категорисати и, по речима аутора, ово дело је можда најличније од свих његових дела.
Марина је урбана прича о мистериозном и фантастичном, где се протагонисти појављују и нестају под чудним околностима, на чудним местима, у ненасељеним кућама и напуштеним вртовима, са непознатим улогама, испитивањима, и коначно, исповести споредних ликова који се претварају у главна средства Карлоса Руиза Зафона да „разотрије” радњу романа. Роман се бави самоистраживањем, које је типично заступљено у образовним романима цветањем љубави и тешкоћи управљања њоме, и у меланхолији као производу верности.   
Портал The Guardian похвалио је роман и у својој рецензији написао „Марина је једна од оних књига која је предодређена да се прогута у једном читању, пошто ће задовољити глад коју можеш имати према добром читању. Прича је изузетна.” Такође, Зафонов стил оцењује као „просто диван”.

## Радња
У овом роману, смештеном у другој половини двадесетог века, приповедају се две паралелне приче. Прва је прича Марине и Оскара, која је дирљива и емотивна, чији је највећи део на почетку и на крају књиге. Након што упозна мистериозну Марину, заувек ће се променити живот Оскара Драја. Касније, роман се бави загонетним животом и фирмом Михајла Колвеника, генија у стварању ортопедских екстремитета и медицинских протеза, који мотивисан лудилом да победи смрт и грешкама људских деформитета завршава као звер. Оптерећен генетском дегенерацијом која га деформише и атрофијом, Колвеник обнавља своје тело пре него што га болест потпуно преузме, коначно претварајући се у „монструозност… која је смрдела на трулеж од које беше сачињена”. Користећи есенцију Теуфела - црног лептира који живи у канализацији - развија отров који му дозвоњава последњу победу, да преживи/превари смрт, али већ је касно. Тридесет година након његове званичне смрти, Михаил Колвеник враћа се са транзита како би нашао отров који ће га одржати у животу. Васкрсао је попут црног лептира из канализације „који када умре то жини уз помоћ тела једне од својих ларви коју прождире”, од тада се храни својом ћерком Маријом Шели, и изнова реконструише своје тело користећи отпатке других тела, сакупља снагу, правећи још монструма њему сличних.
Марина Блау и Оскар Драј упуштају се у ову причу сакривену између предграђа и уских улица мрачног и страшног града; атмосфера је кишовита и хладна, јесење светло пали небо једне Барселоне која више не постоји. Међу њима и стара фабрика ортопедских протеза Вело-Гранел, злокобног места које води у авантуру са озбиљним последицама. Друга од важних мистерија која ће се разоткривати пред Оскаровим очима је све у вези са Марином, и њеном прошлошћу која је мотивисала њено понашање, она ће променити Оскаров живот заувек.  

## Ликови
У наставку ће бити побројани најбитнији ликови приче.                            

### Главни
- Оскар Драј - петнаестогодишњи тинејџер чији се живот драстично мења када упозна Марину, они ће постати пријатељи и развиће романтична осећања према њој од првог сусрета са њом. Доживеће чисту и искрену љубав док деле авантуру уласка у злокобну мистерију о Михајлу Колвенику и Велу-Гранел.
- Марина Блау - заједно са Оскаром, протагониста је приче. Петнаестогодишњакиња, ћерка Кристен Оурман и Германа Блауа. Заносна и проницљива млада жена. Физички, има лепоту своје мајке, плаву косу и пепељасте очи. Живи са и мачком Кафка у вили Сарија. У расплету приче, сазнаће се да јој је мајка преминула шест месеци након њеног рођења. Заједно са Оскаром део је авантуре уласка у злокобну мистерију о Михајлу Колвенику и Велу-Гранел.
- Михаил Колвеник - експерт у прављењу ортопедских зглобова и медицинских протеза, злокобни лик приче. Једном је успео да превазиђе смрт док је истраживао живот црног лептира, претварајући се тако у звер. Има обичај да реконструише своје тело уз помоћ остатке других живих бића.
- Ева Иринова - позната као „црна дама” на почетку приче, Рускиња у младости усвојена од стране циркузаната Сергеја и Татјане. У прошлости је била певачица и на једном од својих наступа упознала је Колвеника.

### Споредни
- Герман Блау - Маринин отац. Изузетни сликар и уметник. Једини разлог због којег живи је Марина. Има дугу и седу косу и руке са бескрајним и танким прстима. Племенитог је порекла, У младости је био ученик Квима Салвата.
- Џоан Шели - небиолошки отац Марије Шели. Човек у поодмаклим годинама, Био је медицински радник у служби Колвеника.
- Луис Кларет - човек бистрих и продорних очију, са борама на лицу. Био је кочијаш Еве Ирвинове.
- Бенхамин Сентис - импулсиван и завидан човек. Син оснивача Вело-Гранела и већински власник акција фирме. Има је несрећу услед које су му биле ампутиране обе руке, уместо којих је Колвеник направио две ортопедске протезе.
- Сергеј Глазонов - ментор Еве Ирвинове.
- Татјана Глазонов - сестра близнакиња Сергеја Глазонова. Усвојила је Еву заједно са братом.
- Марија Шели - жена слабашне конституције која је мирисала на ружину воду и кретала се окретно. Имала је близу тридесет и мање година.
- Ј.Ф. - Оскаров пријатељ из интерната где су ишли у школу. Има продорне очи и нервозног је темперамента. Био је слабашне грађе, патио је од хипохондрије.
- Валерија Астор - пацијент собе до Маринине у болници. Деветогодишња девојчица која је дисала захваљујући трахеотомиолошком захвату.
- Доња Кармен - осамдесеточетворогодишња жена која је била у кревету поред Марининог у болници.